# Sonny and Cher

„Sonny & Cher“ – Stern auf dem Hollywood Walk of Fame, 7018 Hollywood Blvd.

Sonny and Cher war ein von 1964 bis 1977 aktives US-amerikanisches Pop-Duo, das aus Sonny Bono und seiner damaligen Ehefrau Cher bestand und bis heute mehr als 80 Millionen Tonträger verkaufte.
Erfolgreich waren ihre Singles I Got You Babe (1965), Little Man (1966), The Beat Goes On (1967). 1965 standen fünf Hits von Sonny and Cher gleichzeitig in den Top 20 der internationalen Charts.

## Geschichte
Die beiden hatten mehrere Fernsehshows, unter anderem The Sonny and Cher Comedy Hour (1971) und The Sonny and Cher Show (1976).
Ihr letzter gemeinsamer Auftritt fand 1987 in der Late Night Show von David Letterman statt, wo sie ihren früheren Hit I Got You Babe sangen.

## Privates
Cher, geboren als Cherilyn Sarkisian am 20. Mai 1946 in Kalifornien und Sonny Bono, geboren als Salvatore Bono in Detroit am 16. Februar 1935 als Sohn italienischer Einwanderer, heirateten 1969. Am 4. März 1969 kam ihr gemeinsames Kind Chastity Bono zur Welt. Bono hat aus erster Ehe weitere Kinder.
1975 wurde die Ehe geschieden. Sonny Bono starb am 5. Januar 1998 bei einem Skiunfall.

## Diskografie
Studioalben

| Jahr | Titel                                                                             | Höchstplatzierung, Gesamtwochen, AuszeichnungChartplatzierungen (Jahr, Titel, Platzierungen, Wochen, Auszeichnungen, Anmerkungen) | Höchstplatzierung, Gesamtwochen, AuszeichnungChartplatzierungen (Jahr, Titel, Platzierungen, Wochen, Auszeichnungen, Anmerkungen) | Höchstplatzierung, Gesamtwochen, AuszeichnungChartplatzierungen (Jahr, Titel, Platzierungen, Wochen, Auszeichnungen, Anmerkungen) | Höchstplatzierung, Gesamtwochen, AuszeichnungChartplatzierungen (Jahr, Titel, Platzierungen, Wochen, Auszeichnungen, Anmerkungen) | Höchstplatzierung, Gesamtwochen, AuszeichnungChartplatzierungen (Jahr, Titel, Platzierungen, Wochen, Auszeichnungen, Anmerkungen) | Anmerkungen                                            |
| Jahr | Titel                                                                             | DE | AT | CH | UK | US | Anmerkungen                                            |
| ---- | --------------------------------------------------------------------------------- | --- | --- | --- | --- | --- | ------------------------------------------------------ |
| 1965 | Look at Us Atco                                                                   | — | — | — | UK7 (13 Wo.)UK | US2 Gold · (44 Wo.)US | Erstveröffentlichung: August 1965 Verkäufe: + 500.000  |
| 1966 | The Wondrous World of Sonny & Cher Atco                                           | — | — | — | UK15 (7 Wo.)UK | US34 (20 Wo.)US | Erstveröffentlichung: April 1966                       |
| 1967 | In Case You’re in Love Atco                                                       | — | — | — | — | US45 (29 Wo.)US | Erstveröffentlichung: März 1967                        |
| 1972 | All I Ever Need Is You Kapp, MCA (Universal)                                      | — | — | — | — | US14 Gold · (29 Wo.)US | Erstveröffentlichung: Februar 1972 Verkäufe: + 500.000 |
| 1973 | Mama Was a Rock and Roll Singer, Papa Used to Write All Her Songs MCA (Universal) | — | — | — | — | US132 (6 Wo.)US | Erstveröffentlichung: Juni 1973                        |

grau schraffiert: keine Chartdaten aus diesem Jahr verfügbar